# Eleições legislativas de 2011 em Guimarães

## Resultados Oficiais
| Partido                 | Partido                        | Votos   | %               | +/-   |
| ----------------------- | ------------------------------ | ------- | --------------- | ----- |
|                         | Partido Socialista             | 35 908  | 38,49 / 100,00  | 8,65  |
|                         | Partido Social Democrata       | 31 331  | 33,58 / 100,00  | 8,72  |
|                         | CDS – Partido Popular          | 8 810   | 9,44 / 100,00   | 1,16  |
|                         | Coligação Democrática Unitária | 6 200   | 6,65 / 100,00   | 0,04  |
|                         | Bloco de Esquerda              | 4 189   | 4,49 / 100,00   | 3,75  |
|                         | PCTP/MRPP                      | 1 128   | 1,21 / 100,00   | 0,21  |
|                         | Outros                         | 2 603   | 2,80 / 100,00   |       |
| Votos Inválidos         | Votos Inválidos                | 3 129   | 3,36 / 100,00   | 1,22  |
| Total                   | Total                          | 93 298  | 100,00 / 100,00 |       |
| Eleitorado/Participação | Eleitorado/Participação        | 143 178 | 65,16 / 100,00  | 1,83  |
| Fonte                   | Fonte                          | [ 1 ]   | [ 1 ]           | [ 1 ] |

## Resultados por Freguesia
Os resultados seguintes referem-se aos partidos que obtiveram mais de 1,00% dos votos:
| Freguesia                       | %     | %     | %     | %     | %    | %    | Votantes |
| Freguesia                       | PS    | PSD   | CDS   | CDU   | BE   | PCTP | Votantes |
| ------------------------------- | ----- | ----- | ----- | ----- | ---- | ---- | -------- |
| Abação São Tomé                 | 31,94 | 39,37 | 9,67  | 4,64  | 4,56 | 1,70 | 1 293    |
| Airão Santa Maria               | 35,72 | 36,91 | 12,02 | 4,43  | 4,94 | 0,43 | 1 173    |
| Airão São João Batista          | 34,55 | 42,55 | 12,00 | 3,45  | 1,64 | 0,73 | 550      |
| Aldão                           | 36,78 | 33,25 | 9,95  | 6,41  | 4,58 | 1,44 | 764      |
| Arosa                           | 37,60 | 36,00 | 11,20 | 4,40  | 4,40 | 1,60 | 250      |
| Atães                           | 38,80 | 34,30 | 10,93 | 2,89  | 3,43 | 1,71 | 933      |
| Azurém                          | 32,90 | 34,67 | 11,71 | 7,41  | 5,86 | 1,21 | 5 031    |
| Balazar                         | 40,00 | 32,40 | 11,60 | 4,00  | 2,80 | 1,60 | 250      |
| Barco                           | 25,66 | 47,04 | 10,82 | 4,28  | 2,64 | 1,13 | 795      |
| Briteiros Salvador              | 35,32 | 39,92 | 5,18  | 8,25  | 3,84 | 2,11 | 521      |
| Briteiros Santa Leocádia        | 25,73 | 40,94 | 14,09 | 6,26  | 2,46 | 1,12 | 447      |
| Briteiros Santo Estêvão         | 31,53 | 44,67 | 9,49  | 4,09  | 2,77 | 1,46 | 685      |
| Brito                           | 39,43 | 33,63 | 7,67  | 8,42  | 4,46 | 1,17 | 2 828    |
| Caldelas                        | 35,49 | 39,03 | 8,08  | 6,23  | 4,45 | 0,94 | 3 502    |
| Calvos                          | 52,12 | 24,62 | 9,23  | 4,81  | 1,54 | 1,15 | 520      |
| Candoso Santiago                | 37,53 | 31,63 | 10,48 | 7,40  | 4,58 | 0,97 | 1 135    |
| Candoso São Martinho            | 42,59 | 27,99 | 5,27  | 12,07 | 4,83 | 1,43 | 911      |
| Castelões                       | 29,19 | 40,54 | 9,19  | 7,03  | 5,41 | 0,54 | 185      |
| Conde                           | 58,70 | 14,59 | 5,05  | 10,33 | 4,71 | 2,02 | 891      |
| Corvite                         | 41,38 | 30,60 | 10,34 | 4,96  | 4,31 | 1,72 | 464      |
| Costa                           | 30,92 | 40,72 | 12,78 | 4,40  | 5,31 | 0,65 | 2 316    |
| Creixomil                       | 31,49 | 37,37 | 11,31 | 7,94  | 4,88 | 1,06 | 5 456    |
| Donim                           | 33,03 | 40,55 | 10,71 | 2,05  | 3,87 | 0    | 439      |
| Fermentões                      | 43,12 | 28,68 | 10,30 | 5,52  | 5,69 | 1,18 | 2 971    |
| Figueiredo                      | 26,39 | 44,10 | 17,36 | 3,82  | 2,43 | 0    | 288      |
| Gandarela                       | 46,21 | 17,38 | 6,54  | 19,02 | 5,05 | 1,34 | 673      |
| Gémeos                          | 37,37 | 35,29 | 13,15 | 4,50  | 2,77 | 1,04 | 289      |
| Gominhães                       | 33,00 | 33,00 | 11,11 | 4,04  | 6,06 | 1,68 | 297      |
| Gonça                           | 38,97 | 34,90 | 10,80 | 4,38  | 4,23 | 1,10 | 639      |
| Gondar                          | 43,65 | 22,86 | 5,79  | 14,29 | 5,43 | 2,30 | 1 693    |
| Gondomar                        | 37,14 | 38,10 | 11,11 | 0,95  | 3,49 | 1,59 | 315      |
| Guardizela                      | 46,34 | 28,14 | 6,83  | 6,69  | 4,76 | 1,03 | 1 450    |
| Guimarães - Oliveira do Castelo | 27,26 | 40,85 | 14,40 | 6,68  | 4,68 | 0,82 | 2 201    |
| Guimarães - São Paio            | 31,26 | 37,83 | 11,87 | 7,52  | 4,31 | 1,70 | 1 996    |
| Guimarães - São Sebastião       | 24,49 | 43,31 | 17,01 | 5,23  | 2,91 | 1,09 | 1 376    |
| Infantas                        | 38,17 | 31,65 | 8,96  | 5,16  | 5,16 | 1,27 | 1 027    |
| Leitões                         | 30,26 | 40,77 | 16,92 | 5,13  | 2,05 | 0,51 | 390      |
| Longos                          | 31,85 | 43,44 | 12,61 | 3,57  | 2,17 | 0,64 | 785      |
| Lordelo                         | 43,76 | 31,45 | 7,98  | 5,19  | 5,03 | 0,93 | 2 582    |
| Mascotelos                      | 35,52 | 33,13 | 9,06  | 8,34  | 5,48 | 1,43 | 839      |
| Mesão Frio                      | 31,35 | 38,55 | 11,41 | 5,51  | 5,47 | 0,96 | 2 488    |
| Moreira de Cónegos              | 54,17 | 21,76 | 5,45  | 9,54  | 3,47 | 0,94 | 3 083    |
| Nespereira                      | 49,81 | 27,51 | 7,88  | 4,83  | 4,00 | 1,27 | 1 574    |
| Oleiros                         | 30,25 | 40,43 | 20,06 | 1,85  | 3,09 | 0,31 | 324      |
| Pencelo                         | 40,05 | 28,96 | 10,96 | 8,53  | 5,55 | 1,62 | 739      |
| Pinheiro                        | 45,24 | 30,07 | 8,14  | 3,45  | 4,97 | 1,52 | 725      |
| Polvoreira                      | 49,47 | 25,83 | 8,03  | 4,61  | 4,21 | 1,40 | 2 280    |
| Ponte                           | 44,38 | 28,81 | 6,66  | 7,62  | 4,41 | 1,31 | 3 423    |
| Prazins Santa Eufémia           | 36,18 | 39,94 | 7,53  | 5,21  | 2,46 | 1,45 | 691      |
| Prazins Santo Tirso             | 34,44 | 38,52 | 10,12 | 5,64  | 2,92 | 1,75 | 514      |
| Rendufe                         | 37,58 | 33,54 | 6,52  | 6,83  | 2,17 | 2,80 | 322      |
| Ronfe                           | 41,12 | 34,69 | 6,85  | 4,67  | 5,10 | 1,09 | 2 845    |
| Sande São Clemente              | 32,10 | 41,67 | 9,57  | 6,68  | 2,89 | 1,50 | 1 003    |
| Sande São Lourenço              | 35,06 | 47,71 | 7,47  | 2,29  | 1,22 | 0,76 | 656      |
| Sande São Martinho              | 36,31 | 40,97 | 8,28  | 3,11  | 2,85 | 0,97 | 1 545    |
| Sande Vila Nova                 | 38,62 | 31,25 | 11,94 | 5,69  | 5,04 | 0,93 | 1 072    |
| São Faustino                    | 37,57 | 33,03 | 11,43 | 3,81  | 3,45 | 1,81 | 551      |
| São Torcato                     | 43,30 | 33,37 | 7,26  | 4,24  | 3,17 | 1,46 | 2 053    |
| Selho São Cristóvão             | 41,36 | 27,09 | 6,10  | 11,18 | 6,65 | 2,26 | 1 458    |
| Selho São Jorge                 | 41,28 | 28,10 | 6,60  | 11,09 | 5,47 | 1,35 | 3 544    |
| Selho São Lourenço              | 44,35 | 29,72 | 7,78  | 5,56  | 5,00 | 1,57 | 1 080    |
| Serzedelo                       | 48,74 | 21,72 | 5,31  | 11,78 | 5,94 | 1,12 | 2 224    |
| Serzedo                         | 39,56 | 37,36 | 10,30 | 3,57  | 2,34 | 1,10 | 728      |
| Silvares                        | 41,53 | 34,24 | 8,20  | 6,32  | 3,91 | 0,83 | 1 329    |
| Souto Santa Maria               | 40,15 | 33,59 | 11,11 | 4,29  | 3,54 | 0,76 | 396      |
| Souto São Salvador              | 30,59 | 40,72 | 13,80 | 1,90  | 3,38 | 1,48 | 474      |
| Tabuadelo                       | 36,97 | 36,57 | 9,82  | 5,11  | 3,81 | 1,50 | 998      |
| Urgezes                         | 36,51 | 34,48 | 12,11 | 5,24  | 4,18 | 1,06 | 3 205    |
| Vermil                          | 27,43 | 45,51 | 12,50 | 3,40  | 4,73 | 1,21 | 824      |
| Guimarães                       | 38,49 | 33,58 | 9,44  | 6,65  | 4,49 | 1,21 | 93 298   |

#### Abação São Tomé
| Partido                 | Partido                        | Votos | %               | +/-   |
| ----------------------- | ------------------------------ | ----- | --------------- | ----- |
|                         | Partido Social Democrata       | 509   | 39,37 / 100,00  | 9,81  |
|                         | Partido Socialista             | 413   | 31,94 / 100,00  | 10,77 |
|                         | CDS – Partido Popular          | 125   | 9,67 / 100,00   | 0,37  |
|                         | Coligação Democrática Unitária | 60    | 4,64 / 100,00   | 0,34  |
|                         | Bloco de Esquerda              | 59    | 4,56 / 100,00   | 2,13  |
|                         | PCTP/MRPP                      | 22    | 1,70 / 100,00   | 0,35  |
|                         | Outros                         | 67    | 5,18 / 100,00   |       |
| Votos Inválidos         | Votos Inválidos                | 38    | 2,94 / 100,00   | 0,54  |
| Total                   | Total                          | 1 293 | 100,00 / 100,00 |       |
| Eleitorado/Participação | Eleitorado/Participação        | 1 884 | 68,63 / 100,00  | 1,37  |

#### Airão Santa Maria
| Partido                 | Partido                        | Votos | %               | +/-  |
| ----------------------- | ------------------------------ | ----- | --------------- | ---- |
|                         | Partido Social Democrata       | 433   | 36,91 / 100,00  | 6,49 |
|                         | Partido Socialista             | 419   | 35,72 / 100,00  | 6,24 |
|                         | CDS – Partido Popular          | 141   | 12,02 / 100,00  | 1,80 |
|                         | Bloco de Esquerda              | 58    | 4,94 / 100,00   | 3,14 |
|                         | Coligação Democrática Unitária | 52    | 4,43 / 100,00   | 0,02 |
|                         | Outros                         | 36    | 3,06 / 100,00   |      |
| Votos Inválidos         | Votos Inválidos                | 37    | 3,15 / 100,00   | 0,43 |
| Total                   | Total                          | 1 173 | 100,00 / 100,00 |      |
| Eleitorado/Participação | Eleitorado/Participação        | 1 591 | 73,73 / 100,00  | 1,38 |

#### Airão São João Baptista
| Partido                 | Partido                        | Votos | %               | +/-  |
| ----------------------- | ------------------------------ | ----- | --------------- | ---- |
|                         | Partido Social Democrata       | 234   | 42,55 / 100,00  | 7,25 |
|                         | Partido Socialista             | 190   | 34,55 / 100,00  | 6,16 |
|                         | CDS – Partido Popular          | 66    | 12,00 / 100,00  | 0,85 |
|                         | Coligação Democrática Unitária | 19    | 3,45 / 100,00   | 1,25 |
|                         | Bloco de Esquerda              | 9     | 1,64 / 100,00   | 4,44 |
|                         | Outros                         | 16    | 2,91 / 100,00   |      |
| Votos Inválidos         | Votos Inválidos                | 16    | 2,91 / 100,00   | 0,64 |
| Total                   | Total                          | 550   | 100,00 / 100,00 |      |
| Eleitorado/Participação | Eleitorado/Participação        | 765   | 71,90 / 100,00  | 4,39 |

#### Aldão
| Partido                 | Partido                        | Votos | %               | +/-  |
| ----------------------- | ------------------------------ | ----- | --------------- | ---- |
|                         | Partido Socialista             | 281   | 36,78 / 100,00  | 9,14 |
|                         | Partido Social Democrata       | 254   | 33,25 / 100,00  | 9,17 |
|                         | CDS – Partido Popular          | 76    | 9,95 / 100,00   | 0,90 |
|                         | Coligação Democrática Unitária | 49    | 6,41 / 100,00   | 0,07 |
|                         | Bloco de Esquerda              | 35    | 4,58 / 100,00   | 2,46 |
|                         | PCTP/MRPP                      | 11    | 1,44 / 100,00   | 0,31 |
|                         | Outros                         | 27    | 3,53 / 100,00   |      |
| Votos Inválidos         | Votos Inválidos                | 31    | 4,06 / 100,00   | 1,38 |
| Total                   | Total                          | 764   | 100,00 / 100,00 |      |
| Eleitorado/Participação | Eleitorado/Participação        | 1 154 | 66,20 / 100,00  | 0,40 |

#### Arosa
| Partido                 | Partido                        | Votos | %               | +/-  |
| ----------------------- | ------------------------------ | ----- | --------------- | ---- |
|                         | Partido Socialista             | 94    | 37,20 / 100,00  | 8,90 |
|                         | Partido Social Democrata       | 90    | 36,00 / 100,00  | 9,98 |
|                         | CDS – Partido Popular          | 28    | 11,20 / 100,00  | 1,07 |
|                         | Coligação Democrática Unitária | 11    | 4,40 / 100,00   | 0,68 |
|                         | Bloco de Esquerda              | 11    | 4,40 / 100,00   | 2,29 |
|                         | PCTP/MRPP                      | 4     | 1,60 / 100,00   | 0,48 |
|                         | Outros                         | 5     | 2,00 / 100,00   |      |
| Votos Inválidos         | Votos Inválidos                | 7     | 2,80 / 100,00   | 1,31 |
| Total                   | Total                          | 250   | 100,00 / 100,00 |      |
| Eleitorado/Participação | Eleitorado/Participação        | 538   | 46,47 / 100,00  | 4,09 |

#### Atães
| Partido                 | Partido                               | Votos | %               | +/-   |
| ----------------------- | ------------------------------------- | ----- | --------------- | ----- |
|                         | Partido Socialista                    | 362   | 38,80 / 100,00  | 11,53 |
|                         | Partido Social Democrata              | 320   | 34,30 / 100,00  | 12,86 |
|                         | CDS – Partido Popular                 | 102   | 10,93 / 100,00  | 0,97  |
|                         | Bloco de Esquerda                     | 32    | 3,43 / 100,00   | 3,13  |
|                         | Coligação Democrática Unitária        | 27    | 2,89 / 100,00   | 0,94  |
|                         | PCTP/MRPP                             | 16    | 1,71 / 100,00   | 0,94  |
|                         | Partido pelos Animais e pela Natureza | 10    | 1,07 / 100,00   | Novo  |
|                         | Outros                                | 41    | 4,39 / 100,00   |       |
| Votos Inválidos         | Votos Inválidos                       | 23    | 2,47 / 100,00   | 1,03  |
| Total                   | Total                                 | 933   | 100,00 / 100,00 |       |
| Eleitorado/Participação | Eleitorado/Participação               | 1 570 | 59,43 / 100,00  | 0,47  |

#### Azurém
| Partido                 | Partido                        | Votos | %               | +/-   |
| ----------------------- | ------------------------------ | ----- | --------------- | ----- |
|                         | Partido Social Democrata       | 1 744 | 34,67 / 100,00  | 10,11 |
|                         | Partido Socialista             | 1 655 | 32,90 / 100,00  | 9,07  |
|                         | CDS – Partido Popular          | 589   | 11,71 / 100,00  | 1,36  |
|                         | Coligação Democrática Unitária | 373   | 7,41 / 100,00   | 0,01  |
|                         | Bloco de Esquerda              | 295   | 5,86 / 100,00   | 5,20  |
|                         | PCTP/MRPP                      | 61    | 1,21 / 100,00   | 0,17  |
|                         | Outros                         | 140   | 2,80 / 100,00   |       |
| Votos Inválidos         | Votos Inválidos                | 174   | 3,46 / 100,00   | 1,31  |
| Total                   | Total                          | 5 031 | 100,00 / 100,00 |       |
| Eleitorado/Participação | Eleitorado/Participação        | 7 624 | 65,99 / 100,00  | 0,69  |

#### Balazar
| Partido                 | Partido                        | Votos | %               | +/-  |
| ----------------------- | ------------------------------ | ----- | --------------- | ---- |
|                         | Partido Socialista             | 100   | 40,00 / 100,00  | 7,40 |
|                         | Partido Social Democrata       | 81    | 32,40 / 100,00  | 4,72 |
|                         | CDS – Partido Popular          | 29    | 11,60 / 100,00  | 3,99 |
|                         | Coligação Democrática Unitária | 10    | 4,00 / 100,00   | 1,88 |
|                         | Bloco de Esquerda              | 7     | 2,80 / 100,00   | 0,66 |
|                         | PCTP/MRPP                      | 4     | 1,60 / 100,00   | 0,22 |
|                         | Partido Trabalhista Português  | 4     | 1,60 / 100,00   | -    |
|                         | Partido da Nova Democracia     | 3     | 1,20 / 100,00   | 0,51 |
|                         | Outros                         | 5     | 2,00 / 100,00   |      |
| Votos Inválidos         | Votos Inválidos                | 7     | 2,80 / 100,00   | 1,70 |
| Total                   | Total                          | 250   | 100,00 / 100,00 |      |
| Eleitorado/Participação | Eleitorado/Participação        | 506   | 49,41 / 100,00  | 6,93 |

#### Barco
| Partido                 | Partido                        | Votos | %               | +/-   |
| ----------------------- | ------------------------------ | ----- | --------------- | ----- |
|                         | Partido Social Democrata       | 374   | 47,04 / 100,00  | 11,13 |
|                         | Partido Socialista             | 204   | 25,66 / 100,00  | 14,17 |
|                         | CDS – Partido Popular          | 86    | 10,82 / 100,00  | 1,02  |
|                         | Coligação Democrática Unitária | 34    | 4,28 / 100,00   | 0,13  |
|                         | Bloco de Esquerda              | 21    | 2,64 / 100,00   | 2,63  |
|                         | PCTP/MRPP                      | 9     | 1,13 / 100,00   | 0,88  |
|                         | Movimento Esperança Portugal   | 9     | 1,13 / 100,00   | 0,27  |
|                         | Outros                         | 25    | 3,14 / 100,00   |       |
| Votos Inválidos         | Votos Inválidos                | 33    | 4,15 / 100,00   | 2,07  |
| Total                   | Total                          | 795   | 100,00 / 100,00 |       |
| Eleitorado/Participação | Eleitorado/Participação        | 1 294 | 61,44 / 100,00  | 2,86  |

#### Briteiros Salvador
| Partido                 | Partido                        | Votos | %               | +/-  |
| ----------------------- | ------------------------------ | ----- | --------------- | ---- |
|                         | Partido Social Democrata       | 208   | 39,92 / 100,00  | 7,02 |
|                         | Partido Socialista             | 184   | 35,32 / 100,00  | 6,66 |
|                         | Coligação Democrática Unitária | 43    | 8,25 / 100,00   | 1,80 |
|                         | CDS – Partido Popular          | 27    | 5,18 / 100,00   | 0,16 |
|                         | Bloco de Esquerda              | 20    | 3,84 / 100,00   | 1,18 |
|                         | PCTP/MRPP                      | 11    | 2,11 / 100,00   | 1,20 |
|                         | Outros                         | 12    | 2,30 / 100,00   |      |
| Votos Inválidos         | Votos Inválidos                | 16    | 3,07 / 100,00   | 1,61 |
| Total                   | Total                          | 521   | 100,00 / 100,00 |      |
| Eleitorado/Participação | Eleitorado/Participação        | 1 117 | 46,64 / 100,00  | 8,06 |

#### Briteiros Santa Leocádia
| Partido                 | Partido                               | Votos | %               | +/-  |
| ----------------------- | ------------------------------------- | ----- | --------------- | ---- |
|                         | Partido Social Democrata              | 183   | 40,94 / 100,00  | 6,36 |
|                         | Partido Socialista                    | 115   | 25,73 / 100,00  | 8,55 |
|                         | CDS – Partido Popular                 | 63    | 14,09 / 100,00  | 0,99 |
|                         | Coligação Democrática Unitária        | 28    | 6,26 / 100,00   | 2,04 |
|                         | Bloco de Esquerda                     | 11    | 2,46 / 100,00   | 2,34 |
|                         | PCTP/MRPP                             | 5     | 1,12 / 100,00   | 0,46 |
|                         | Partido pelos Animais e pela Natureza | 5     | 1,12 / 100,00   | Novo |
|                         | Movimento Esperança Portugal          | 5     | 1,12 / 100,00   | 1,12 |
|                         | Outros                                | 12    | 2,68 / 100,00   |      |
| Votos Inválidos         | Votos Inválidos                       | 20    | 4,47 / 100,00   | 1,85 |
| Total                   | Total                                 | 447   | 100,00 / 100,00 |      |
| Eleitorado/Participação | Eleitorado/Participação               | 761   | 58,74 / 100,00  | 2,57 |

#### Briteiros São Estêvão
| Partido                 | Partido                        | Votos | %               | +/-   |
| ----------------------- | ------------------------------ | ----- | --------------- | ----- |
|                         | Partido Social Democrata       | 306   | 44,67 / 100,00  | 11,00 |
|                         | Partido Socialista             | 216   | 31,53 / 100,00  | 11,16 |
|                         | CDS – Partido Popular          | 65    | 9,49 / 100,00   | 0,97  |
|                         | Coligação Democrática Unitária | 28    | 4,09 / 100,00   | 0,21  |
|                         | Bloco de Esquerda              | 19    | 2,77 / 100,00   | 1,38  |
|                         | PCTP/MRPP                      | 10    | 1,46 / 100,00   | 0,17  |
|                         | Partido da Terra               | 8     | 1,17 / 100,00   | -     |
|                         | Partido da Nova Democracia     | 7     | 1,02 / 100,00   | 0,30  |
|                         | Outros                         | 12    | 1,75 / 100,00   |       |
| Votos Inválidos         | Votos Inválidos                | 14    | 2,04 / 100,00   | 0,89  |
| Total                   | Total                          | 685   | 100,00 / 100,00 |       |
| Eleitorado/Participação | Eleitorado/Participação        | 1 278 | 53,60 / 100,00  | 3,29  |

#### Brito
| Partido                 | Partido                        | Votos | %               | +/-  |
| ----------------------- | ------------------------------ | ----- | --------------- | ---- |
|                         | Partido Socialista             | 1 115 | 39,43 / 100,00  | 9,34 |
|                         | Partido Social Democrata       | 951   | 33,63 / 100,00  | 9,25 |
|                         | Coligação Democrática Unitária | 238   | 8,42 / 100,00   | 0,54 |
|                         | CDS – Partido Popular          | 217   | 7,67 / 100,00   | 1,56 |
|                         | Bloco de Esquerda              | 126   | 4,46 / 100,00   | 3,08 |
|                         | PCTP/MRPP                      | 33    | 1,17 / 100,00   | 0,37 |
|                         | Outros                         | 60    | 2,12 / 100,00   |      |
| Votos Inválidos         | Votos Inválidos                | 88    | 3,11 / 100,00   | 1,16 |
| Total                   | Total                          | 2 828 | 100,00 / 100,00 |      |
| Eleitorado/Participação | Eleitorado/Participação        | 4 207 | 67,22 / 100,00  | 3,33 |

#### Caldelas
| Partido                 | Partido                        | Votos | %               | +/-  |
| ----------------------- | ------------------------------ | ----- | --------------- | ---- |
|                         | Partido Social Democrata       | 1 367 | 39,03 / 100,00  | 8,29 |
|                         | Partido Socialista             | 1 243 | 35,49 / 100,00  | 7,74 |
|                         | CDS – Partido Popular          | 283   | 8,08 / 100,00   | 0,56 |
|                         | Coligação Democrática Unitária | 218   | 6,23 / 100,00   | 0,42 |
|                         | Bloco de Esquerda              | 156   | 4,45 / 100,00   | 2,90 |
|                         | Outros                         | 113   | 3,23 / 100,00   |      |
| Votos Inválidos         | Votos Inválidos                | 122   | 3,48 / 100,00   | 1,27 |
| Total                   | Total                          | 3 502 | 100,00 / 100,00 |      |
| Eleitorado/Participação | Eleitorado/Participação        | 5 571 | 62,86 / 100,00  | 3,33 |

#### Calvos
| Partido                 | Partido                        | Votos | %               | +/-   |
| ----------------------- | ------------------------------ | ----- | --------------- | ----- |
|                         | Partido Socialista             | 271   | 52,12 / 100,00  | 10,58 |
|                         | Partido Social Democrata       | 128   | 24,62 / 100,00  | 7,04  |
|                         | CDS – Partido Popular          | 48    | 9,23 / 100,00   | 0,64  |
|                         | Coligação Democrática Unitária | 25    | 4,81 / 100,00   | 1,68  |
|                         | Bloco de Esquerda              | 8     | 1,54 / 100,00   | 1,78  |
|                         | PCTP/MRPP                      | 6     | 1,15 / 100,00   | 0,56  |
|                         | Partido da Terra               | 6     | 1,15 / 100,00   | -     |
|                         | Outros                         | 17    | 3,26 / 100,00   |       |
| Votos Inválidos         | Votos Inválidos                | 11    | 2,12 / 100,00   | 0,17  |
| Total                   | Total                          | 520   | 100,00 / 100,00 |       |
| Eleitorado/Participação | Eleitorado/Participação        | 909   | 57,21 / 100,00  | 2,95  |

#### Candoso Santiago
| Partido                 | Partido                        | Votos | %               | +/-   |
| ----------------------- | ------------------------------ | ----- | --------------- | ----- |
|                         | Partido Socialista             | 426   | 37,53 / 100,00  | 11,46 |
|                         | Partido Social Democrata       | 359   | 31,63 / 100,00  | 10,20 |
|                         | CDS – Partido Popular          | 119   | 10,48 / 100,00  | 2,08  |
|                         | Coligação Democrática Unitária | 84    | 7,40 / 100,00   | 0,49  |
|                         | Bloco de Esquerda              | 52    | 4,58 / 100,00   | 4,78  |
|                         | Outros                         | 45    | 3,96 / 100,00   |       |
| Votos Inválidos         | Votos Inválidos                | 50    | 4,40 / 100,00   | 2,48  |
| Total                   | Total                          | 1 135 | 100,00 / 100,00 |       |
| Eleitorado/Participação | Eleitorado/Participação        | 1 669 | 68,00 / 100,00  | 3,13  |

#### Candoso São Martinho
| Partido                 | Partido                        | Votos | %               | +/-  |
| ----------------------- | ------------------------------ | ----- | --------------- | ---- |
|                         | Partido Socialista             | 388   | 42,59 / 100,00  | 8,73 |
|                         | Partido Social Democrata       | 255   | 27,99 / 100,00  | 9,09 |
|                         | Coligação Democrática Unitária | 110   | 12,07 / 100,00  | 0,81 |
|                         | CDS – Partido Popular          | 48    | 5,27 / 100,00   | 0,52 |
|                         | Bloco de Esquerda              | 44    | 4,83 / 100,00   | 3,41 |
|                         | PCTP/MRPP                      | 13    | 1,43 / 100,00   | 0,37 |
|                         | Outros                         | 17    | 1,87 / 100,00   |      |
| Votos Inválidos         | Votos Inválidos                | 36    | 3,95 / 100,00   | 1,73 |
| Total                   | Total                          | 911   | 100,00 / 100,00 |      |
| Eleitorado/Participação | Eleitorado/Participação        | 1 292 | 70,51 / 100,00  | 0,27 |

#### Castelões
| Partido                 | Partido                        | Votos | %               | +/-  |
| ----------------------- | ------------------------------ | ----- | --------------- | ---- |
|                         | Partido Social Democrata       | 75    | 40,54 / 100,00  | 5,27 |
|                         | Partido Socialista             | 54    | 29,19 / 100,00  | 7,04 |
|                         | CDS – Partido Popular          | 17    | 9,19 / 100,00   | 3,88 |
|                         | Coligação Democrática Unitária | 13    | 7,03 / 100,00   | 1,72 |
|                         | Bloco de Esquerda              | 10    | 5,41 / 100,00   | 3,77 |
|                         | Partido da Nova Democracia     | 2     | 1,08 / 100,00   | 0,37 |
|                         | Movimento Esperança Portugal   | 2     | 1,08 / 100,00   | 0,60 |
|                         | Outros                         | 5     | 2,70 / 100,00   |      |
| Votos Inválidos         | Votos Inválidos                | 7     | 3,78 / 100,00   | 0,09 |
| Total                   | Total                          | 185   | 100,00 / 100,00 |      |
| Eleitorado/Participação | Eleitorado/Participação        | 345   | 53,62 / 100,00  | 4,36 |

#### Conde
| Partido                 | Partido                        | Votos | %               | +/-  |
| ----------------------- | ------------------------------ | ----- | --------------- | ---- |
|                         | Partido Socialista             | 523   | 58,70 / 100,00  | 2,02 |
|                         | Partido Social Democrata       | 130   | 14,59 / 100,00  | 5,45 |
|                         | Coligação Democrática Unitária | 92    | 10,33 / 100,00  | 2,39 |
|                         | CDS – Partido Popular          | 45    | 5,05 / 100,00   | 1,02 |
|                         | Bloco de Esquerda              | 42    | 4,71 / 100,00   | 8,89 |
|                         | PCTP/MRPP                      | 18    | 2,02 / 100,00   | 0,93 |
|                         | Outros                         | 12    | 1,35 / 100,00   |      |
| Votos Inválidos         | Votos Inválidos                | 29    | 3,26 / 100,00   | 1,74 |
| Total                   | Total                          | 891   | 100,00 / 100,00 |      |
| Eleitorado/Participação | Eleitorado/Participação        | 1 198 | 74,37 / 100,00  | 2,47 |

#### Corvite
| Partido                 | Partido                        | Votos | %               | +/-   |
| ----------------------- | ------------------------------ | ----- | --------------- | ----- |
|                         | Partido Socialista             | 192   | 41,38 / 100,00  | 12,75 |
|                         | Partido Social Democrata       | 142   | 30,60 / 100,00  | 13,63 |
|                         | CDS – Partido Popular          | 48    | 10,34 / 100,00  | 0,25  |
|                         | Coligação Democrática Unitária | 23    | 4,96 / 100,00   | 0,14  |
|                         | Bloco de Esquerda              | 20    | 4,31 / 100,00   | 2,11  |
|                         | PCTP/MRPP                      | 8     | 1,72 / 100,00   | 1,49  |
|                         | Outros                         | 18    | 3,88 / 100,00   |       |
| Votos Inválidos         | Votos Inválidos                | 13    | 2,80 / 100,00   | 1,32  |
| Total                   | Total                          | 464   | 100,00 / 100,00 |       |
| Eleitorado/Participação | Eleitorado/Participação        | 703   | 66,00 / 100,00  | 0,36  |

#### Costa
| Partido                 | Partido                        | Votos | %               | +/-   |
| ----------------------- | ------------------------------ | ----- | --------------- | ----- |
|                         | Partido Social Democrata       | 943   | 40,72 / 100,00  | 12,13 |
|                         | Partido Socialista             | 716   | 30,92 / 100,00  | 12,24 |
|                         | CDS – Partido Popular          | 296   | 12,78 / 100,00  | 3,18  |
|                         | Bloco de Esquerda              | 123   | 5,31 / 100,00   | 4,59  |
|                         | Coligação Democrática Unitária | 102   | 4,40 / 100,00   | 0,12  |
|                         | Outros                         | 58    | 2,50 / 100,00   |       |
| Votos Inválidos         | Votos Inválidos                | 78    | 3,36 / 100,00   | 1,12  |
| Total                   | Total                          | 2 316 | 100,00 / 100,00 |       |
| Eleitorado/Participação | Eleitorado/Participação        | 3 313 | 69,91 / 100,00  | 0,71  |

#### Creixomil
| Partido                 | Partido                        | Votos | %               | +/-  |
| ----------------------- | ------------------------------ | ----- | --------------- | ---- |
|                         | Partido Social Democrata       | 2 039 | 37,37 / 100,00  | 9,27 |
|                         | Partido Socialista             | 1 718 | 31,49 / 100,00  | 9,15 |
|                         | CDS – Partido Popular          | 617   | 11,31 / 100,00  | 1,66 |
|                         | Coligação Democrática Unitária | 433   | 7,94 / 100,00   | 0,31 |
|                         | Bloco de Esquerda              | 266   | 4,88 / 100,00   | 4,20 |
|                         | PCTP/MRPP                      | 58    | 1,06 / 100,00   | 0,17 |
|                         | Outros                         | 130   | 2,38 / 100,00   |      |
| Votos Inválidos         | Votos Inválidos                | 195   | 3,57 / 100,00   | 1,03 |
| Total                   | Total                          | 5 456 | 100,00 / 100,00 |      |
| Eleitorado/Participação | Eleitorado/Participação        | 8 017 | 68,06 / 100,00  | 1,84 |

#### Donim
| Partido                 | Partido                        | Votos | %               | +/-   |
| ----------------------- | ------------------------------ | ----- | --------------- | ----- |
|                         | Partido Social Democrata       | 178   | 40,55 / 100,00  | 11,35 |
|                         | Partido Socialista             | 145   | 33,03 / 100,00  | 8,78  |
|                         | CDS – Partido Popular          | 47    | 10,71 / 100,00  | 2,12  |
|                         | Bloco de Esquerda              | 17    | 3,87 / 100,00   | 2,32  |
|                         | Coligação Democrática Unitária | 9     | 2,05 / 100,00   | 2,37  |
|                         | Outros                         | 12    | 2,73 / 100,00   |       |
| Votos Inválidos         | Votos Inválidos                | 31    | 7,06 / 100,00   | 4,41  |
| Total                   | Total                          | 439   | 100,00 / 100,00 |       |
| Eleitorado/Participação | Eleitorado/Participação        | 808   | 54,33 / 100,00  | 0,59  |

#### Fermentões
| Partido                 | Partido                        | Votos | %               | +/-   |
| ----------------------- | ------------------------------ | ----- | --------------- | ----- |
|                         | Partido Socialista             | 1 281 | 43,12 / 100,00  | 11,03 |
|                         | Partido Social Democrata       | 852   | 28,68 / 100,00  | 8,51  |
|                         | CDS – Partido Popular          | 306   | 10,30 / 100,00  | 2,46  |
|                         | Bloco de Esquerda              | 169   | 5,69 / 100,00   | 2,01  |
|                         | Coligação Democrática Unitária | 164   | 5,52 / 100,00   | 0,16  |
|                         | PCTP/MRPP                      | 35    | 1,18 / 100,00   | 0,10  |
|                         | Outros                         | 57    | 1,92 / 100,00   |       |
| Votos Inválidos         | Votos Inválidos                | 107   | 3,60 / 100,00   | 1,48  |
| Total                   | Total                          | 2 971 | 100,00 / 100,00 |       |
| Eleitorado/Participação | Eleitorado/Participação        | 4 566 | 65,07 / 100,00  | 1,64  |

#### Figueiredo
| Partido                 | Partido                        | Votos | %               | +/-  |
| ----------------------- | ------------------------------ | ----- | --------------- | ---- |
|                         | Partido Social Democrata       | 127   | 44,10 / 100,00  | 9,44 |
|                         | Partido Socialista             | 76    | 26,39 / 100,00  | 9,71 |
|                         | CDS – Partido Popular          | 50    | 17,36 / 100,00  | 2,20 |
|                         | Coligação Democrática Unitária | 11    | 3,82 / 100,00   | 0,51 |
|                         | Bloco de Esquerda              | 7     | 2,43 / 100,00   | 1,54 |
|                         | Outros                         | 9     | 3,13 / 100,00   |      |
| Votos Inválidos         | Votos Inválidos                | 8     | 2,78 / 100,00   | 1,19 |
| Total                   | Total                          | 288   | 100,00 / 100,00 |      |
| Eleitorado/Participação | Eleitorado/Participação        | 378   | 76,19 / 100,00  | 2,32 |

#### Gandarela
| Partido                 | Partido                        | Votos | %               | +/-  |
| ----------------------- | ------------------------------ | ----- | --------------- | ---- |
|                         | Partido Socialista             | 311   | 46,21 / 100,00  | 3,09 |
|                         | Coligação Democrática Unitária | 128   | 19,02 / 100,00  | 3,80 |
|                         | Partido Social Democrata       | 117   | 17,38 / 100,00  | 5,69 |
|                         | CDS – Partido Popular          | 44    | 6,54 / 100,00   | 2,60 |
|                         | Bloco de Esquerda              | 34    | 5,05 / 100,00   | 2,27 |
|                         | PCTP/MRPP                      | 9     | 1,34 / 100,00   | 0,19 |
|                         | Outros                         | 17    | 2,52 / 100,00   |      |
| Votos Inválidos         | Votos Inválidos                | 13    | 1,93 / 100,00   | 0,24 |
| Total                   | Total                          | 673   | 100,00 / 100,00 |      |
| Eleitorado/Participação | Eleitorado/Participação        | 991   | 67,91 / 100,00  | 4,84 |

#### Gémeos
| Partido                 | Partido                        | Votos | %               | +/-   |
| ----------------------- | ------------------------------ | ----- | --------------- | ----- |
|                         | Partido Socialista             | 108   | 37,37 / 100,00  | 13,59 |
|                         | Partido Social Democrata       | 102   | 35,29 / 100,00  | 7,41  |
|                         | CDS – Partido Popular          | 38    | 13,15 / 100,00  | 0,63  |
|                         | Coligação Democrática Unitária | 13    | 4,50 / 100,00   | 2,26  |
|                         | Bloco de Esquerda              | 8     | 2,77 / 100,00   | 0,21  |
|                         | PCTP/MRPP                      | 3     | 1,04 / 100,00   | 1,04  |
|                         | Outros                         | 8     | 2,77 / 100,00   |       |
| Votos Inválidos         | Votos Inválidos                | 9     | 3,12 / 100,00   | 2,48  |
| Total                   | Total                          | 289   | 100,00 / 100,00 |       |
| Eleitorado/Participação | Eleitorado/Participação        | 413   | 69,98 / 100,00  | 4,48  |

#### Gominhães
| Partido                 | Partido                        | Votos | %               | +/-   |
| ----------------------- | ------------------------------ | ----- | --------------- | ----- |
|                         | Partido Social Democrata       | 98    | 33,00 / 100,00  | 7,83  |
|                         | Partido Socialista             | 98    | 33,00 / 100,00  | 13,36 |
|                         | CDS – Partido Popular          | 33    | 11,11 / 100,00  | 0,48  |
|                         | Bloco de Esquerda              | 18    | 6,06 / 100,00   | 2,55  |
|                         | Coligação Democrática Unitária | 12    | 4,04 / 100,00   | 0,26  |
|                         | Partido da Terra               | 6     | 2,02 / 100,00   | -     |
|                         | PCTP/MRPP                      | 5     | 1,68 / 100,00   | 0,69  |
|                         | Partido Popular Monárquico     | 5     | 1,68 / 100,00   | 0,36  |
|                         | Partido Trabalhista Português  | 5     | 1,68 / 100,00   | -     |
|                         | Outros                         | 5     | 1,68 / 100,00   |       |
| Votos Inválidos         | Votos Inválidos                | 12    | 4,04 / 100,00   | 3,38  |
| Total                   | Total                          | 297   | 100,00 / 100,00 |       |
| Eleitorado/Participação | Eleitorado/Participação        | 447   | 66,44 / 100,00  | 2,35  |

#### Gonça
| Partido                 | Partido                        | Votos | %               | +/-   |
| ----------------------- | ------------------------------ | ----- | --------------- | ----- |
|                         | Partido Socialista             | 249   | 38,97 / 100,00  | 10,09 |
|                         | Partido Social Democrata       | 223   | 34,90 / 100,00  | 8,80  |
|                         | CDS – Partido Popular          | 69    | 10,80 / 100,00  | 0,74  |
|                         | Coligação Democrática Unitária | 28    | 4,38 / 100,00   | 1,86  |
|                         | Bloco de Esquerda              | 27    | 4,23 / 100,00   | 2,37  |
|                         | PCTP/MRPP                      | 7     | 1,10 / 100,00   | 0,32  |
|                         | Outros                         | 17    | 2,66 / 100,00   |       |
| Votos Inválidos         | Votos Inválidos                | 19    | 2,98 / 100,00   | 1,25  |
| Total                   | Total                          | 639   | 100,00 / 100,00 |       |
| Eleitorado/Participação | Eleitorado/Participação        | 949   | 67,33 / 100,00  | 1,15  |

#### Gondar
| Partido                 | Partido                        | Votos | %               | +/-  |
| ----------------------- | ------------------------------ | ----- | --------------- | ---- |
|                         | Partido Socialista             | 739   | 43,65 / 100,00  | 6,98 |
|                         | Partido Social Democrata       | 387   | 22,86 / 100,00  | 6,35 |
|                         | Coligação Democrática Unitária | 242   | 14,29 / 100,00  | 1,14 |
|                         | CDS – Partido Popular          | 98    | 5,79 / 100,00   | 1,68 |
|                         | Bloco de Esquerda              | 92    | 5,43 / 100,00   | 4,17 |
|                         | PCTP/MRPP                      | 39    | 2,30 / 100,00   | 0,87 |
|                         | Outros                         | 31    | 1,83 / 100,00   |      |
| Votos Inválidos         | Votos Inválidos                | 65    | 3,84 / 100,00   | 2,41 |
| Total                   | Total                          | 1 693 | 100,00 / 100,00 |      |
| Eleitorado/Participação | Eleitorado/Participação        | 2 580 | 65,62 / 100,00  | 1,25 |

#### Gondomar
| Partido                 | Partido                       | Votos | %               | +/-   |
| ----------------------- | ----------------------------- | ----- | --------------- | ----- |
|                         | Partido Social Democrata      | 120   | 38,10 / 100,00  | 9,96  |
|                         | Partido Socialista            | 117   | 37,14 / 100,00  | 15,26 |
|                         | CDS – Partido Popular         | 35    | 11,11 / 100,00  | 3,62  |
|                         | Bloco de Esquerda             | 11    | 3,49 / 100,00   | 1,00  |
|                         | PCTP/MRPP                     | 5     | 1,59 / 100,00   | 0,31  |
|                         | Partido Trabalhista Português | 4     | 1,27 / 100,00   | -     |
|                         | Outros                        | 13    | 4,13 / 100,00   |       |
| Votos Inválidos         | Votos Inválidos               | 10    | 3,18 / 100,00   | 2,28  |
| Total                   | Total                         | 315   | 100,00 / 100,00 |       |
| Eleitorado/Participação | Eleitorado/Participação       | 634   | 49,68 / 100,00  | 2,59  |

#### Guardizela
| Partido                 | Partido                        | Votos | %               | +/-  |
| ----------------------- | ------------------------------ | ----- | --------------- | ---- |
|                         | Partido Socialista             | 672   | 46,34 / 100,00  | 8,98 |
|                         | Partido Social Democrata       | 408   | 28,14 / 100,00  | 7,43 |
|                         | CDS – Partido Popular          | 99    | 6,83 / 100,00   | 1,08 |
|                         | Coligação Democrática Unitária | 97    | 6,69 / 100,00   | 0,35 |
|                         | Bloco de Esquerda              | 69    | 4,76 / 100,00   | 2,75 |
|                         | PCTP/MRPP                      | 15    | 1,03 / 100,00   | 0,15 |
|                         | Outros                         | 51    | 3,51 / 100,00   |      |
| Votos Inválidos         | Votos Inválidos                | 39    | 2,69 / 100,00   | 0,93 |
| Total                   | Total                          | 1 450 | 100,00 / 100,00 |      |
| Eleitorado/Participação | Eleitorado/Participação        | 2 149 | 67,47 / 100,00  | 1,96 |

#### Guimarães - Oliveira do Castelo
| Partido                 | Partido                        | Votos | %               | +/-  |
| ----------------------- | ------------------------------ | ----- | --------------- | ---- |
|                         | Partido Social Democrata       | 899   | 40,85 / 100,00  | 8,17 |
|                         | Partido Socialista             | 600   | 27,26 / 100,00  | 8,20 |
|                         | CDS – Partido Popular          | 317   | 14,40 / 100,00  | 2,32 |
|                         | Coligação Democrática Unitária | 147   | 6,68 / 100,00   | 1,03 |
|                         | Bloco de Esquerda              | 103   | 4,68 / 100,00   | 4,19 |
|                         | Outros                         | 64    | 2,91 / 100,00   |      |
| Votos Inválidos         | Votos Inválidos                | 71    | 3,23 / 100,00   | 1,23 |
| Total                   | Total                          | 2 201 | 100,00 / 100,00 |      |
| Eleitorado/Participação | Eleitorado/Participação        | 3 265 | 67,41 / 100,00  | 1,38 |

#### Guimarães - São Paio
| Partido                 | Partido                        | Votos | %               | +/-  |
| ----------------------- | ------------------------------ | ----- | --------------- | ---- |
|                         | Partido Social Democrata       | 755   | 37,83 / 100,00  | 6,77 |
|                         | Partido Socialista             | 626   | 31,36 / 100,00  | 4,21 |
|                         | CDS – Partido Popular          | 237   | 11,87 / 100,00  | 1,29 |
|                         | Coligação Democrática Unitária | 150   | 7,52 / 100,00   | 0,26 |
|                         | Bloco de Esquerda              | 86    | 4,31 / 100,00   | 5,68 |
|                         | PCTP/MRPP                      | 34    | 1,70 / 100,00   | 0,55 |
|                         | Outros                         | 50    | 2,50 / 100,00   |      |
| Votos Inválidos         | Votos Inválidos                | 58    | 2,90 / 100,00   | 0,66 |
| Total                   | Total                          | 1 996 | 100,00 / 100,00 |      |
| Eleitorado/Participação | Eleitorado/Participação        | 3 118 | 64,02 / 100,00  | 0,52 |

#### Guimarães - São Sebastião
| Partido                 | Partido                        | Votos | %               | +/-  |
| ----------------------- | ------------------------------ | ----- | --------------- | ---- |
|                         | Partido Social Democrata       | 596   | 43,31 / 100,00  | 6,09 |
|                         | Partido Socialista             | 337   | 24,49 / 100,00  | 5,57 |
|                         | CDS – Partido Popular          | 219   | 17,01 / 100,00  | 1,63 |
|                         | Coligação Democrática Unitária | 72    | 5,23 / 100,00   | 0,18 |
|                         | Bloco de Esquerda              | 40    | 2,91 / 100,00   | 4,32 |
|                         | PCTP/MRPP                      | 15    | 1,09 / 100,00   | 0,25 |
|                         | Outros                         | 36    | 2,62 / 100,00   |      |
| Votos Inválidos         | Votos Inválidos                | 46    | 3,35 / 100,00   | 1,04 |
| Total                   | Total                          | 1 376 | 100,00 / 100,00 |      |
| Eleitorado/Participação | Eleitorado/Participação        | 1 949 | 70,60 / 100,00  | 0,35 |

#### Infantas
| Partido                 | Partido                        | Votos | %               | +/-  |
| ----------------------- | ------------------------------ | ----- | --------------- | ---- |
|                         | Partido Socialista             | 392   | 38,17 / 100,00  | 9,70 |
|                         | Partido Social Democrata       | 325   | 31,65 / 100,00  | 7,52 |
|                         | CDS – Partido Popular          | 92    | 8,96 / 100,00   | 0,06 |
|                         | Coligação Democrática Unitária | 53    | 5,16 / 100,00   | 0,02 |
|                         | Bloco de Esquerda              | 53    | 5,16 / 100,00   | 2,16 |
|                         | PCTP/MRPP                      | 13    | 1,27 / 100,00   | 0,08 |
|                         | Partido da Terra               | 11    | 1,07 / 100,00   | -    |
|                         | Outros                         | 40    | 3,90 / 100,00   |      |
| Votos Inválidos         | Votos Inválidos                | 48    | 4,67 / 100,00   | 2,20 |
| Total                   | Total                          | 1 027 | 100,00 / 100,00 |      |
| Eleitorado/Participação | Eleitorado/Participação        | 1 549 | 66,30 / 100,00  | 0,44 |

#### Leitões
| Partido                 | Partido                               | Votos | %               | +/-     |
| ----------------------- | ------------------------------------- | ----- | --------------- | ------- |
|                         | Partido Social Democrata              | 159   | 40,77 / 100,00  | 12,23   |
|                         | Partido Socialista                    | 118   | 30,26 / 100,00  | 4,59    |
|                         | CDS – Partido Popular                 | 66    | 16,92 / 100,00  | Estável |
|                         | Coligação Democrática Unitária        | 20    | 5,13 / 100,00   | 1,18    |
|                         | Bloco de Esquerda                     | 8     | 2,05 / 100,00   | 5,02    |
|                         | Partido pelos Animais e pela Natureza | 4     | 1,03 / 100,00   | Novo    |
|                         | Outros                                | 8     | 2,05 / 100,00   |         |
| Votos Inválidos         | Votos Inválidos                       | 7     | 1,79 / 100,00   | 0,28    |
| Total                   | Total                                 | 390   | 100,00 / 100,00 |         |
| Eleitorado/Participação | Eleitorado/Participação               | 540   | 72,22 / 100,00  | 1,39    |

#### Longos
| Partido                 | Partido                        | Votos | %               | +/-  |
| ----------------------- | ------------------------------ | ----- | --------------- | ---- |
|                         | Partido Social Democrata       | 341   | 43,44 / 100,00  | 9,86 |
|                         | Partido Socialista             | 250   | 31,85 / 100,00  | 8,53 |
|                         | CDS – Partido Popular          | 99    | 12,61 / 100,00  | 1,48 |
|                         | Coligação Democrática Unitária | 28    | 3,57 / 100,00   | 0,43 |
|                         | Bloco de Esquerda              | 17    | 2,17 / 100,00   | 1,73 |
|                         | Outros                         | 31    | 3,96 / 100,00   |      |
| Votos Inválidos         | Votos Inválidos                | 19    | 2,42 / 100,00   | 1,04 |
| Total                   | Total                          | 785   | 100,00 / 100,00 |      |
| Eleitorado/Participação | Eleitorado/Participação        | 1 506 | 52,12 / 100,00  | 1,16 |

#### Lordelo
| Partido                 | Partido                        | Votos | %               | +/-  |
| ----------------------- | ------------------------------ | ----- | --------------- | ---- |
|                         | Partido Socialista             | 1 130 | 43,76 / 100,00  | 8,35 |
|                         | Partido Social Democrata       | 812   | 31,45 / 100,00  | 7,90 |
|                         | CDS – Partido Popular          | 206   | 7,98 / 100,00   | 1,43 |
|                         | Coligação Democrática Unitária | 134   | 5,19 / 100,00   | 0,17 |
|                         | Bloco de Esquerda              | 130   | 5,03 / 100,00   | 2,67 |
|                         | Outros                         | 90    | 3,49 / 100,00   |      |
| Votos Inválidos         | Votos Inválidos                | 80    | 3,10 / 100,00   | 1,26 |
| Total                   | Total                          | 2 582 | 100,00 / 100,00 |      |
| Eleitorado/Participação | Eleitorado/Participação        | 3 884 | 66,48 / 100,00  | 1,76 |

#### Mascotelos
| Partido                 | Partido                        | Votos | %               | +/-   |
| ----------------------- | ------------------------------ | ----- | --------------- | ----- |
|                         | Partido Socialista             | 298   | 35,52 / 100,00  | 10,78 |
|                         | Partido Social Democrata       | 278   | 33,13 / 100,00  | 9,01  |
|                         | CDS – Partido Popular          | 76    | 9,06 / 100,00   | 3,85  |
|                         | Coligação Democrática Unitária | 70    | 8,34 / 100,00   | 0,39  |
|                         | Bloco de Esquerda              | 46    | 5,48 / 100,00   | 4,46  |
|                         | PCTP/MRPP                      | 12    | 1,43 / 100,00   | 0,34  |
|                         | Outros                         | 31    | 3,70 / 100,00   |       |
| Votos Inválidos         | Votos Inválidos                | 28    | 3,34 / 100,00   | 0,31  |
| Total                   | Total                          | 839   | 100,00 / 100,00 |       |
| Eleitorado/Participação | Eleitorado/Participação        | 1 187 | 70,68 / 100,00  | 2,78  |

#### Mesão Frio
| Partido                 | Partido                        | Votos | %               | +/-   |
| ----------------------- | ------------------------------ | ----- | --------------- | ----- |
|                         | Partido Social Democrata       | 959   | 38,55 / 100,00  | 10,29 |
|                         | Partido Socialista             | 780   | 31,35 / 100,00  | 9,94  |
|                         | CDS – Partido Popular          | 284   | 11,41 / 100,00  | 3,13  |
|                         | Coligação Democrática Unitária | 137   | 5,51 / 100,00   | 0,14  |
|                         | Bloco de Esquerda              | 136   | 5,47 / 100,00   | 6,01  |
|                         | Outros                         | 93    | 3,74 / 100,00   |       |
| Votos Inválidos         | Votos Inválidos                | 99    | 3,98 / 100,00   | 1,34  |
| Total                   | Total                          | 2 488 | 100,00 / 100,00 |       |
| Eleitorado/Participação | Eleitorado/Participação        | 3 710 | 67,06 / 100,00  | 0,34  |

#### Moreira de Cónegos
| Partido                 | Partido                        | Votos | %               | +/-  |
| ----------------------- | ------------------------------ | ----- | --------------- | ---- |
|                         | Partido Socialista             | 1 670 | 54,17 / 100,00  | 7,09 |
|                         | Partido Social Democrata       | 671   | 21,76 / 100,00  | 6,69 |
|                         | Coligação Democrática Unitária | 294   | 9,54 / 100,00   | 0,20 |
|                         | CDS – Partido Popular          | 168   | 5,45 / 100,00   | 1,77 |
|                         | Bloco de Esquerda              | 107   | 3,47 / 100,00   | 3,70 |
|                         | Outros                         | 90    | 2,93 / 100,00   |      |
| Votos Inválidos         | Votos Inválidos                | 83    | 2,70 / 100,00   | 1,72 |
| Total                   | Total                          | 3 083 | 100,00 / 100,00 |      |
| Eleitorado/Participação | Eleitorado/Participação        | 4 662 | 66,13 / 100,00  | 2,48 |

#### Nespereira
| Partido                 | Partido                        | Votos | %               | +/-  |
| ----------------------- | ------------------------------ | ----- | --------------- | ---- |
|                         | Partido Socialista             | 784   | 49,81 / 100,00  | 8,00 |
|                         | Partido Social Democrata       | 433   | 27,51 / 100,00  | 8,58 |
|                         | CDS – Partido Popular          | 124   | 7,88 / 100,00   | 2,05 |
|                         | Coligação Democrática Unitária | 76    | 4,83 / 100,00   | 0,69 |
|                         | Bloco de Esquerda              | 63    | 4,00 / 100,00   | 4,97 |
|                         | PCTP/MRPP                      | 20    | 1,27 / 100,00   | 0,52 |
|                         | Outros                         | 28    | 1,78 / 100,00   |      |
| Votos Inválidos         | Votos Inválidos                | 46    | 2,93 / 100,00   | 0,99 |
| Total                   | Total                          | 1 574 | 100,00 / 100,00 |      |
| Eleitorado/Participação | Eleitorado/Participação        | 2 315 | 67,99 / 100,00  | 3,47 |

#### Oleiros
| Partido                 | Partido                        | Votos | %               | +/-   |
| ----------------------- | ------------------------------ | ----- | --------------- | ----- |
|                         | Partido Social Democrata       | 131   | 40,43 / 100,00  | 8,76  |
|                         | Partido Socialista             | 98    | 30,25 / 100,00  | 11,69 |
|                         | CDS – Partido Popular          | 65    | 20,06 / 100,00  | 1,88  |
|                         | Bloco de Esquerda              | 10    | 3,09 / 100,00   | 0,72  |
|                         | Coligação Democrática Unitária | 6     | 1,85 / 100,00   | 0,97  |
|                         | Outros                         | 11    | 3,40 / 100,00   |       |
| Votos Inválidos         | Votos Inválidos                | 3     | 0,93 / 100,00   | 1,13  |
| Total                   | Total                          | 324   | 100,00 / 100,00 |       |
| Eleitorado/Participação | Eleitorado/Participação        | 456   | 71,05 / 100,00  | 1,20  |

#### Pencelo
| Partido                 | Partido                        | Votos | %               | +/-  |
| ----------------------- | ------------------------------ | ----- | --------------- | ---- |
|                         | Partido Socialista             | 296   | 40,05 / 100,00  | 6,58 |
|                         | Partido Social Democrata       | 214   | 28,96 / 100,00  | 8,47 |
|                         | CDS – Partido Popular          | 81    | 10,96 / 100,00  | 1,12 |
|                         | Coligação Democrática Unitária | 63    | 8,53 / 100,00   | 0,58 |
|                         | Bloco de Esquerda              | 41    | 5,55 / 100,00   | 4,15 |
|                         | PCTP/MRPP                      | 12    | 1,62 / 100,00   | 0,27 |
|                         | Outros                         | 14    | 1,90 / 100,00   |      |
| Votos Inválidos         | Votos Inválidos                | 18    | 2,44 / 100,00   | 0,55 |
| Total                   | Total                          | 739   | 100,00 / 100,00 |      |
| Eleitorado/Participação | Eleitorado/Participação        | 1 135 | 65,11 / 100,00  | 0,15 |

#### Pinheiro
| Partido                 | Partido                        | Votos | %               | +/-   |
| ----------------------- | ------------------------------ | ----- | --------------- | ----- |
|                         | Partido Socialista             | 328   | 45,24 / 100,00  | 10,35 |
|                         | Partido Social Democrata       | 218   | 30,07 / 100,00  | 13,31 |
|                         | CDS – Partido Popular          | 59    | 8,14 / 100,00   | 1,17  |
|                         | Bloco de Esquerda              | 36    | 4,97 / 100,00   | 1,94  |
|                         | Coligação Democrática Unitária | 25    | 3,45 / 100,00   | 2,67  |
|                         | PCTP/MRPP                      | 11    | 1,32 / 100,00   | 0,39  |
|                         | Outros                         | 24    | 3,31 / 100,00   |       |
| Votos Inválidos         | Votos Inválidos                | 24    | 3,31 / 100,00   | 0,52  |
| Total                   | Total                          | 725   | 100,00 / 100,00 |       |
| Eleitorado/Participação | Eleitorado/Participação        | 1 078 | 67,25 / 100,00  | 2,83  |

#### Polvoreira
| Partido                 | Partido                        | Votos | %               | +/-   |
| ----------------------- | ------------------------------ | ----- | --------------- | ----- |
|                         | Partido Socialista             | 1 128 | 49,47 / 100,00  | 10,38 |
|                         | Partido Social Democrata       | 589   | 25,83 / 100,00  | 8,05  |
|                         | CDS – Partido Popular          | 183   | 8,03 / 100,00   | 2,41  |
|                         | Coligação Democrática Unitária | 105   | 4,61 / 100,00   | 0,36  |
|                         | Bloco de Esquerda              | 96    | 4,21 / 100,00   | 3,30  |
|                         | PCTP/MRPP                      | 32    | 1,40 / 100,00   | 0,58  |
|                         | Outros                         | 66    | 2,89 / 100,00   |       |
| Votos Inválidos         | Votos Inválidos                | 81    | 3,55 / 100,00   | 1,83  |
| Total                   | Total                          | 2 280 | 100,00 / 100,00 |       |
| Eleitorado/Participação | Eleitorado/Participação        | 3 444 | 66,20 / 100,00  | 2,69  |

#### Ponte
| Partido                 | Partido                        | Votos | %               | +/-  |
| ----------------------- | ------------------------------ | ----- | --------------- | ---- |
|                         | Partido Socialista             | 1 519 | 44,38 / 100,00  | 6,50 |
|                         | Partido Social Democrata       | 986   | 28,81 / 100,00  | 8,60 |
|                         | Coligação Democrática Unitária | 261   | 7,62 / 100,00   | 0,43 |
|                         | CDS – Partido Popular          | 228   | 6,66 / 100,00   | 0,03 |
|                         | Bloco de Esquerda              | 151   | 4,41 / 100,00   | 5,25 |
|                         | PCTP/MRPP                      | 45    | 1,31 / 100,00   | 0,06 |
|                         | Outros                         | 111   | 3,24 / 100,00   |      |
| Votos Inválidos         | Votos Inválidos                | 122   | 3,56 / 100,00   | 1,36 |
| Total                   | Total                          | 3 423 | 100,00 / 100,00 |      |
| Eleitorado/Participação | Eleitorado/Participação        | 5 587 | 61,27 / 100,00  | 2,04 |

#### Prazins Santa Eufémia
| Partido                 | Partido                        | Votos | %               | +/-   |
| ----------------------- | ------------------------------ | ----- | --------------- | ----- |
|                         | Partido Social Democrata       | 276   | 39,94 / 100,00  | 10,71 |
|                         | Partido Socialista             | 250   | 36,18 / 100,00  | 11,09 |
|                         | CDS – Partido Popular          | 52    | 7,53 / 100,00   | 0,15  |
|                         | Coligação Democrática Unitária | 36    | 5,21 / 100,00   | 1,89  |
|                         | Bloco de Esquerda              | 17    | 2,46 / 100,00   | 2,46  |
|                         | PCTP/MRPP                      | 10    | 1,45 / 100,00   | 0,49  |
|                         | Outros                         | 19    | 2,75 / 100,00   |       |
| Votos Inválidos         | Votos Inválidos                | 31    | 4,49 / 100,00   | 1,76  |
| Total                   | Total                          | 691   | 100,00 / 100,00 |       |
| Eleitorado/Participação | Eleitorado/Participação        | 1 125 | 61,42 / 100,00  | 5,37  |

#### Prazins Santo Tirso
| Partido                 | Partido                        | Votos | %               | +/-   |
| ----------------------- | ------------------------------ | ----- | --------------- | ----- |
|                         | Partido Social Democrata       | 198   | 38,92 / 100,00  | 12,78 |
|                         | Partido Socialista             | 177   | 34,44 / 100,00  | 10,16 |
|                         | CDS – Partido Popular          | 52    | 10,12 / 100,00  | 2,65  |
|                         | Coligação Democrática Unitária | 29    | 5,64 / 100,00   | 0,53  |
|                         | Bloco de Esquerda              | 15    | 2,92 / 100,00   | 2,19  |
|                         | PCTP/MRPP                      | 9     | 1,75 / 100,00   | 0,21  |
|                         | Outros                         | 22    | 4,27 / 100,00   |       |
| Votos Inválidos         | Votos Inválidos                | 12    | 2,33 / 100,00   | 0,03  |
| Total                   | Total                          | 514   | 100,00 / 100,00 |       |
| Eleitorado/Participação | Eleitorado/Participação        | 851   | 60,40 / 100,00  | 2,99  |

#### Rendufe
| Partido                 | Partido                        | Votos | %               | +/-   |
| ----------------------- | ------------------------------ | ----- | --------------- | ----- |
|                         | Partido Socialista             | 121   | 37,58 / 100,00  | 10,74 |
|                         | Partido Social Democrata       | 108   | 33,54 / 100,00  | 12,59 |
|                         | Coligação Democrática Unitária | 22    | 6,83 / 100,00   | 0,41  |
|                         | CDS – Partido Popular          | 21    | 6,52 / 100,00   | 1,86  |
|                         | PCTP/MRPP                      | 9     | 2,80 / 100,00   | 1,12  |
|                         | Bloco de Esquerda              | 7     | 2,17 / 100,00   | 4,25  |
|                         | Partido da Nova Democracia     | 4     | 1,24 / 100,00   | 0,12  |
|                         | Outros                         | 15    | 4,66 / 100,00   |       |
| Votos Inválidos         | Votos Inválidos                | 15    | 4,66 / 100,00   | 0,75  |
| Total                   | Total                          | 322   | 100,00 / 100,00 |       |
| Eleitorado/Participação | Eleitorado/Participação        | 690   | 46,67 / 100,00  | 5,90  |

#### Ronfe
| Partido                 | Partido                        | Votos | %               | +/-  |
| ----------------------- | ------------------------------ | ----- | --------------- | ---- |
|                         | Partido Socialista             | 1 170 | 41,12 / 100,00  | 8,54 |
|                         | Partido Social Democrata       | 987   | 34,69 / 100,00  | 8,31 |
|                         | CDS – Partido Popular          | 195   | 6,85 / 100,00   | 0,17 |
|                         | Bloco de Esquerda              | 145   | 5,10 / 100,00   | 3,47 |
|                         | Coligação Democrática Unitária | 133   | 4,67 / 100,00   | 0,16 |
|                         | PCTP/MRPP                      | 31    | 1,09 / 100,00   | 0,37 |
|                         | Outros                         | 79    | 2,78 / 100,00   |      |
| Votos Inválidos         | Votos Inválidos                | 105   | 3,69 / 100,00   | 1,52 |
| Total                   | Total                          | 2 845 | 100,00 / 100,00 |      |
| Eleitorado/Participação | Eleitorado/Participação        | 4 094 | 69,49 / 100,00  | 2,68 |

#### Sande São Clemente
| Partido                 | Partido                        | Votos | %               | +/-   |
| ----------------------- | ------------------------------ | ----- | --------------- | ----- |
|                         | Partido Social Democrata       | 418   | 41,67 / 100,00  | 10,07 |
|                         | Partido Socialista             | 322   | 32,10 / 100,00  | 8,30  |
|                         | CDS – Partido Popular          | 96    | 9,57 / 100,00   | 1,31  |
|                         | Coligação Democrática Unitária | 67    | 6,68 / 100,00   | 0,13  |
|                         | Bloco de Esquerda              | 29    | 2,89 / 100,00   | 2,12  |
|                         | PCTP/MRPP                      | 15    | 1,50 / 100,00   | 0,65  |
|                         | Outros                         | 19    | 1,90 / 100,00   |       |
| Votos Inválidos         | Votos Inválidos                | 37    | 3,69 / 100,00   | 0,76  |
| Total                   | Total                          | 1 003 | 100,00 / 100,00 |       |
| Eleitorado/Participação | Eleitorado/Participação        | 1 557 | 64,42 / 100,00  | 3,73  |

#### Sande São Lourenço
| Partido                 | Partido                        | Votos | %               | +/-  |
| ----------------------- | ------------------------------ | ----- | --------------- | ---- |
|                         | Partido Social Democrata       | 313   | 47,71 / 100,00  | 9,47 |
|                         | Partido Socialista             | 230   | 35,06 / 100,00  | 6,50 |
|                         | CDS – Partido Popular          | 49    | 7,47 / 100,00   | 1,41 |
|                         | Coligação Democrática Unitária | 15    | 2,29 / 100,00   | 1,61 |
|                         | Bloco de Esquerda              | 8     | 1,22 / 100,00   | 5,27 |
|                         | Outros                         | 27    | 4,12 / 100,00   |      |
| Votos Inválidos         | Votos Inválidos                | 14    | 2,13 / 100,00   | 0,25 |
| Total                   | Total                          | 656   | 100,00 / 100,00 |      |
| Eleitorado/Participação | Eleitorado/Participação        | 1 190 | 55,13 / 100,00  | 2,76 |

#### Sande São Martinho
| Partido                 | Partido                        | Votos | %               | +/-  |
| ----------------------- | ------------------------------ | ----- | --------------- | ---- |
|                         | Partido Social Democrata       | 633   | 40,97 / 100,00  | 6,46 |
|                         | Partido Socialista             | 561   | 36,31 / 100,00  | 7,00 |
|                         | CDS – Partido Popular          | 128   | 8,28 / 100,00   | 0,40 |
|                         | Coligação Democrática Unitária | 48    | 3,11 / 100,00   | 1,29 |
|                         | Bloco de Esquerda              | 44    | 2,85 / 100,00   | 2,95 |
|                         | Outros                         | 63    | 4,07 / 100,00   |      |
| Votos Inválidos         | Votos Inválidos                | 68    | 4,40 / 100,00   | 2,02 |
| Total                   | Total                          | 1 545 | 100,00 / 100,00 |      |
| Eleitorado/Participação | Eleitorado/Participação        | 2 654 | 58,21 / 100,00  | 2,42 |

#### Sande Vila Nova
| Partido                 | Partido                        | Votos | %               | +/-   |
| ----------------------- | ------------------------------ | ----- | --------------- | ----- |
|                         | Partido Socialista             | 414   | 38,62 / 100,00  | 11,25 |
|                         | Partido Social Democrata       | 335   | 31,25 / 100,00  | 7,21  |
|                         | CDS – Partido Popular          | 128   | 11,94 / 100,00  | 2,70  |
|                         | Coligação Democrática Unitária | 61    | 5,69 / 100,00   | 1,24  |
|                         | Bloco de Esquerda              | 54    | 5,04 / 100,00   | 2,83  |
|                         | Outros                         | 45    | 4,19 / 100,00   |       |
| Votos Inválidos         | Votos Inválidos                | 35    | 3,26 / 100,00   | 1,21  |
| Total                   | Total                          | 1 072 | 100,00 / 100,00 |       |
| Eleitorado/Participação | Eleitorado/Participação        | 1 695 | 63,24 / 100,00  | 5,36  |

#### São Faustino
| Partido                 | Partido                        | Votos | %               | +/-   |
| ----------------------- | ------------------------------ | ----- | --------------- | ----- |
|                         | Partido Socialista             | 207   | 37,57 / 100,00  | 13,18 |
|                         | Partido Social Democrata       | 182   | 33,03 / 100,00  | 9,49  |
|                         | CDS – Partido Popular          | 63    | 11,43 / 100,00  | 2,08  |
|                         | Coligação Democrática Unitária | 21    | 3,81 / 100,00   | 0,03  |
|                         | Bloco de Esquerda              | 19    | 3,45 / 100,00   | 4,56  |
|                         | PCTP/MRPP                      | 10    | 1,81 / 100,00   | 0,81  |
|                         | Partido Trabalhista Português  | 6     | 1,09 / 100,00   | -     |
|                         | Outros                         | 18    | 3,27 / 100,00   |       |
| Votos Inválidos         | Votos Inválidos                | 25    | 4,54 / 100,00   | 2,87  |
| Total                   | Total                          | 551   | 100,00 / 100,00 |       |
| Eleitorado/Participação | Eleitorado/Participação        | 854   | 64,52 / 100,00  | 5,70  |

#### São Torcato
| Partido                 | Partido                        | Votos | %               | +/-  |
| ----------------------- | ------------------------------ | ----- | --------------- | ---- |
|                         | Partido Socialista             | 889   | 43,30 / 100,00  | 7,48 |
|                         | Partido Social Democrata       | 685   | 33,37 / 100,00  | 9,04 |
|                         | CDS – Partido Popular          | 149   | 7,26 / 100,00   | 0,40 |
|                         | Coligação Democrática Unitária | 87    | 4,24 / 100,00   | 0,91 |
|                         | Bloco de Esquerda              | 65    | 3,17 / 100,00   | 4,63 |
|                         | PCTP/MRPP                      | 30    | 1,46 / 100,00   | 0,85 |
|                         | Outros                         | 76    | 3,71 / 100,00   |      |
| Votos Inválidos         | Votos Inválidos                | 72    | 3,51 / 100,00   | 0,78 |
| Total                   | Total                          | 2 053 | 100,00 / 100,00 |      |
| Eleitorado/Participação | Eleitorado/Participação        | 3 239 | 63,38 / 100,00  | 1,37 |

#### Selho São Cristóvão
| Partido                 | Partido                        | Votos | %               | +/-  |
| ----------------------- | ------------------------------ | ----- | --------------- | ---- |
|                         | Partido Socialista             | 603   | 41,36 / 100,00  | 7,62 |
|                         | Partido Social Democrata       | 395   | 27,09 / 100,00  | 8,98 |
|                         | Coligação Democrática Unitária | 163   | 11,18 / 100,00  | 0,60 |
|                         | Bloco de Esquerda              | 97    | 6,65 / 100,00   | 4,92 |
|                         | CDS – Partido Popular          | 89    | 6,10 / 100,00   | 0,05 |
|                         | PCTP/MRPP                      | 33    | 2,26 / 100,00   | 0,87 |
|                         | Outros                         | 30    | 2,05 / 100,00   |      |
| Votos Inválidos         | Votos Inválidos                | 48    | 3,29 / 100,00   | 1,50 |
| Total                   | Total                          | 1 458 | 100,00 / 100,00 |      |
| Eleitorado/Participação | Eleitorado/Participação        | 2 180 | 66,88 / 100,00  | 1,43 |

#### Selho São Jorge
| Partido                 | Partido                        | Votos | %               | +/-  |
| ----------------------- | ------------------------------ | ----- | --------------- | ---- |
|                         | Partido Socialista             | 1 463 | 41,28 / 100,00  | 6,36 |
|                         | Partido Social Democrata       | 996   | 28,10 / 100,00  | 8,41 |
|                         | Coligação Democrática Unitária | 393   | 11,09 / 100,00  | 0,46 |
|                         | CDS – Partido Popular          | 234   | 6,60 / 100,00   | 0,50 |
|                         | Bloco de Esquerda              | 194   | 5,47 / 100,00   | 4,70 |
|                         | PCTP/MRPP                      | 48    | 1,35 / 100,00   | 0,28 |
|                         | Outros                         | 75    | 2,11 / 100,00   |      |
| Votos Inválidos         | Votos Inválidos                | 141   | 3,98 / 100,00   | 1,63 |
| Total                   | Total                          | 3 544 | 100,00 / 100,00 |      |
| Eleitorado/Participação | Eleitorado/Participação        | 5 137 | 68,99 / 100,00  | 1,25 |

#### Selho São Lourenço
| Partido                 | Partido                        | Votos | %               | +/-   |
| ----------------------- | ------------------------------ | ----- | --------------- | ----- |
|                         | Partido Socialista             | 479   | 44,35 / 100,00  | 9,46  |
|                         | Partido Social Democrata       | 321   | 29,72 / 100,00  | 10,53 |
|                         | CDS – Partido Popular          | 84    | 7,78 / 100,00   | 0,72  |
|                         | Coligação Democrática Unitária | 60    | 5,56 / 100,00   | 0,18  |
|                         | Bloco de Esquerda              | 54    | 5,00 / 100,00   | 4,22  |
|                         | PCTP/MRPP                      | 17    | 1,57 / 100,00   | 0,31  |
|                         | Outros                         | 31    | 2,88 / 100,00   |       |
| Votos Inválidos         | Votos Inválidos                | 34    | 3,15 / 100,00   | 1,27  |
| Total                   | Total                          | 1 080 | 100,00 / 100,00 |       |
| Eleitorado/Participação | Eleitorado/Participação        | 1 637 | 65,97 / 100,00  | 0,80  |

#### Serzedelo
| Partido                 | Partido                        | Votos | %               | +/-  |
| ----------------------- | ------------------------------ | ----- | --------------- | ---- |
|                         | Partido Socialista             | 1 084 | 48,74 / 100,00  | 5,11 |
|                         | Partido Social Democrata       | 483   | 21,72 / 100,00  | 6,42 |
|                         | Coligação Democrática Unitária | 262   | 11,78 / 100,00  | 0,50 |
|                         | Bloco de Esquerda              | 132   | 5,94 / 100,00   | 4,62 |
|                         | CDS – Partido Popular          | 118   | 5,31 / 100,00   | 0,78 |
|                         | PCTP/MRPP                      | 25    | 1,12 / 100,00   | 0,03 |
|                         | Outros                         | 62    | 2,78 / 100,00   |      |
| Votos Inválidos         | Votos Inválidos                | 58    | 2,60 / 100,00   | 1,02 |
| Total                   | Total                          | 2 224 | 100,00 / 100,00 |      |
| Eleitorado/Participação | Eleitorado/Participação        | 3 510 | 63,36 / 100,00  | 3,19 |

#### Serzedo
| Partido                 | Partido                        | Votos | %               | +/-  |
| ----------------------- | ------------------------------ | ----- | --------------- | ---- |
|                         | Partido Socialista             | 288   | 39,56 / 100,00  | 7,12 |
|                         | Partido Social Democrata       | 272   | 37,36 / 100,00  | 7,84 |
|                         | CDS – Partido Popular          | 75    | 10,30 / 100,00  | 1,00 |
|                         | Coligação Democrática Unitária | 26    | 3,57 / 100,00   | 0,51 |
|                         | Bloco de Esquerda              | 17    | 2,34 / 100,00   | 3,25 |
|                         | PCTP/MRPP                      | 8     | 1,10 / 100,00   | 0,04 |
|                         | Outros                         | 23    | 3,16 / 100,00   |      |
| Votos Inválidos         | Votos Inválidos                | 19    | 2,61 / 100,00   | 1,15 |
| Total                   | Total                          | 728   | 100,00 / 100,00 |      |
| Eleitorado/Participação | Eleitorado/Participação        | 1 152 | 63,19 / 100,00  | 1,03 |

#### Silvares
| Partido                 | Partido                        | Votos | %               | +/-   |
| ----------------------- | ------------------------------ | ----- | --------------- | ----- |
|                         | Partido Socialista             | 552   | 41,53 / 100,00  | 9,07  |
|                         | Partido Social Democrata       | 455   | 34,24 / 100,00  | 10,96 |
|                         | CDS – Partido Popular          | 109   | 8,20 / 100,00   | 0,07  |
|                         | Coligação Democrática Unitária | 84    | 6,32 / 100,00   | 0,35  |
|                         | Bloco de Esquerda              | 52    | 3,91 / 100,00   | 3,78  |
|                         | Outros                         | 41    | 3,09 / 100,00   |       |
| Votos Inválidos         | Votos Inválidos                | 36    | 2,71 / 100,00   | 0,92  |
| Total                   | Total                          | 1 329 | 100,00 / 100,00 |       |
| Eleitorado/Participação | Eleitorado/Participação        | 2 021 | 65,76 / 100,00  | 1,78  |

#### Souto Santa Maria
| Partido                 | Partido                        | Votos | %               | +/-  |
| ----------------------- | ------------------------------ | ----- | --------------- | ---- |
|                         | Partido Socialista             | 159   | 40,15 / 100,00  | 9,73 |
|                         | Partido Social Democrata       | 133   | 33,59 / 100,00  | 8,89 |
|                         | CDS – Partido Popular          | 44    | 11,11 / 100,00  | 0,46 |
|                         | Coligação Democrática Unitária | 17    | 4,29 / 100,00   | 1,14 |
|                         | Bloco de Esquerda              | 14    | 3,54 / 100,00   | 2,76 |
|                         | Partido da Nova Democracia     | 4     | 1,01 / 100,00   | 0,77 |
|                         | Outros                         | 11    | 2,78 / 100,00   |      |
| Votos Inválidos         | Votos Inválidos                | 14    | 3,54 / 100,00   | 1,12 |
| Total                   | Total                          | 396   | 100,00 / 100,00 |      |
| Eleitorado/Participação | Eleitorado/Participação        | 747   | 53,01 / 100,00  | 3,33 |

#### Souto São Salvador
| Partido                 | Partido                               | Votos | %               | +/-   |
| ----------------------- | ------------------------------------- | ----- | --------------- | ----- |
|                         | Partido Social Democrata              | 193   | 40,72 / 100,00  | 10,78 |
|                         | Partido Socialista                    | 145   | 30,59 / 100,00  | 11,98 |
|                         | CDS – Partido Popular                 | 62    | 13,08 / 100,00  | 1,06  |
|                         | Bloco de Esquerda                     | 16    | 3,38 / 100,00   | 2,53  |
|                         | Coligação Democrática Unitária        | 9     | 1,90 / 100,00   | 0,75  |
|                         | PCTP/MRPP                             | 7     | 1,48 / 100,00   | 0,67  |
|                         | Partido pelos Animais e pela Natureza | 7     | 1,48 / 100,00   | Novo  |
|                         | Partido Trabalhista Português         | 5     | 1,05 / 100,00   | -     |
|                         | Outros                                | 17    | 3,58 / 100,00   |       |
| Votos Inválidos         | Votos Inválidos                       | 13    | 2,74 / 100,00   | 0,30  |
| Total                   | Total                                 | 474   | 100,00 / 100,00 |       |
| Eleitorado/Participação | Eleitorado/Participação               | 901   | 52,61 / 100,00  | 1,41  |

#### Tabuadelo
| Partido                 | Partido                        | Votos | %               | +/-   |
| ----------------------- | ------------------------------ | ----- | --------------- | ----- |
|                         | Partido Socialista             | 369   | 36,97 / 100,00  | 11,88 |
|                         | Partido Social Democrata       | 365   | 36,57 / 100,00  | 10,39 |
|                         | CDS – Partido Popular          | 98    | 9,82 / 100,00   | 3,04  |
|                         | Coligação Democrática Unitária | 51    | 5,11 / 100,00   | 0,26  |
|                         | Bloco de Esquerda              | 38    | 3,81 / 100,00   | 2,50  |
|                         | PCTP/MRPP                      | 15    | 1,50 / 100,00   | 0,65  |
|                         | Outros                         | 37    | 3,70 / 100,00   |       |
| Votos Inválidos         | Votos Inválidos                | 25    | 2,50 / 100,00   | 1,09  |
| Total                   | Total                          | 998   | 100,00 / 100,00 |       |
| Eleitorado/Participação | Eleitorado/Participação        | 1 452 | 68,73 / 100,00  | 4,11  |

#### Urgezes
| Partido                 | Partido                        | Votos | %               | +/-  |
| ----------------------- | ------------------------------ | ----- | --------------- | ---- |
|                         | Partido Socialista             | 1 170 | 36,51 / 100,00  | 8,53 |
|                         | Partido Social Democrata       | 1 105 | 34,48 / 100,00  | 6,52 |
|                         | CDS – Partido Popular          | 388   | 12,11 / 100,00  | 2,38 |
|                         | Coligação Democrática Unitária | 168   | 5,24 / 100,00   | 1,02 |
|                         | Bloco de Esquerda              | 134   | 4,18 / 100,00   | 4,31 |
|                         | PCTP/MRPP                      | 34    | 1,06 / 100,00   | 0,29 |
|                         | Outros                         | 93    | 2,90 / 100,00   |      |
| Votos Inválidos         | Votos Inválidos                | 113   | 3,52 / 100,00   | 1,20 |
| Total                   | Total                          | 3 205 | 100,00 / 100,00 |      |
| Eleitorado/Participação | Eleitorado/Participação        | 4 781 | 67,04 / 100,00  | 0,78 |

#### Vermil
| Partido                 | Partido                        | Votos | %               | +/-   |
| ----------------------- | ------------------------------ | ----- | --------------- | ----- |
|                         | Partido Social Democrata       | 375   | 45,51 / 100,00  | 10,89 |
|                         | Partido Socialista             | 226   | 27,43 / 100,00  | 8,63  |
|                         | CDS – Partido Popular          | 103   | 12,50 / 100,00  | 1,08  |
|                         | Bloco de Esquerda              | 39    | 4,73 / 100,00   | 2,84  |
|                         | Coligação Democrática Unitária | 28    | 3,40 / 100,00   | 0,03  |
|                         | PCTP/MRPP                      | 10    | 1,21 / 100,00   | 0,61  |
|                         | Outros                         | 20    | 2,42 / 100,00   |       |
| Votos Inválidos         | Votos Inválidos                | 23    | 2,79 / 100,00   | 0,15  |
| Total                   | Total                          | 824   | 100,00 / 100,00 |       |
| Eleitorado/Participação | Eleitorado/Participação        | 1 105 | 74,57 / 100,00  | 1,14  |